# Giorgio Jan
Pour les articles homonymes, voir Jan.
Giorgio Jan est un zoologiste, un botaniste et un écrivain italien, né le 21 décembre 1791 à Vienne et mort le 8 mai 1866 à Milan.

## Biographie
Après avoir été assistant à l’université de Vienne, il obtient le poste de professeur de botanique à l’université de Parme ainsi que la direction du jardin botanique. Il faut signaler qu’à cette époque, le duché de Parme était passé pour la juridiction autrichienne à la suite du congrès de Vienne après la défaite de Napoléon à Waterloo.
La première occupation de Jan est la botanique, mais il se constitue d’immenses collections d’histoire naturelle, dont de nombreux fossiles et minéraux. Avec Giuseppe De Cristoforis (1803-1837), ils publient de nombreux catalogues de spécimens, souvent offerts à la vente ou aux échanges, et où ils décrivent de nombreuses espèces nouvelles, principalement des insectes et des mollusques.
Cirstoforis meurt en 1837 et lègue ses collections à la ville de Milan à la condition que la municipalité créée un muséum d’histoire naturelle dont la direction devra être confiée à Giorgio Jan. Celui-ci d’ailleurs offre également ses propres collections. Le Museo Civico di Storia Naturale est créé l’année suivante et est le plus ancien muséum d’histoire naturelle d’Italie. Il embauche immédiatement Ferdinando Sordelli (1837-1916), artiste et naturaliste, qui illustre ses publications.